# 최종혁 (작곡가)
최종혁은 대한민국의  작사가, 작곡가, 편곡자이다...

## 대표곡
- 내 마음 갈 곳을 일어 / 뛰어 / 너를 사랑해 (최백호)
- 열애 / DJ에게 / 천년 / 목련 / 사랑의 시 / 그대에게서 벗어나고파 (윤시내)
- 아름다운 나의 사람아 (김민식곡 공동 작곡)
- 친구 이야기 (박인수)
- 빈 의자 / 사람을 찾습니다 (장재남)
- 종점 (허영란)
- 이별 노래 / 애인 (이동원)
- 하얀손 (손현희)
- 눈물 / 청아한 사랑 (이선희)
- 당신도 울고 있네요 (김종찬)
- 이별이래 (유열)

## 수상
- 1979년 MBC 서울 국제가요제 입상
- 1985년 일본 동경 국제가요제 입상
- 1994년 서울연극제 음악상
- 1997년 한국뮤지컬대상 음악상

## 방송
- 2017.02.25 <불후의 명곡 - 전설을 노래하다> - 작곡가 최종혁 편